# يوليسيس كاردونا
يوليسيس كاردونا (بالإسبانية: Ulises Cardona) (13 نوفمبر 1998 بغوادالاخارا في المكسيك - ) هو لاعب كرة قدم مكسيكي في مركز الوسط. لعب مع نادي أطلس.

## روابط خارجية
- يوليسيس كاردونا على موقع قاعدة بيانات كرة القدم.إي يو (الإنجليزية)
- يوليسيس كاردونا على موقع Soccerway.com (الإنجليزية)